# Oratorio di Santa Margherita (Vado Ligure)
L'oratorio di Santa Margherita è luogo di culto cattolico situato nella frazione di Segno nel comune di Vado Ligure, in provincia di Savona. La chiesa è ubicata nei pressi della chiesa parrocchiale di San Maurizio.

## Storia e descrizione

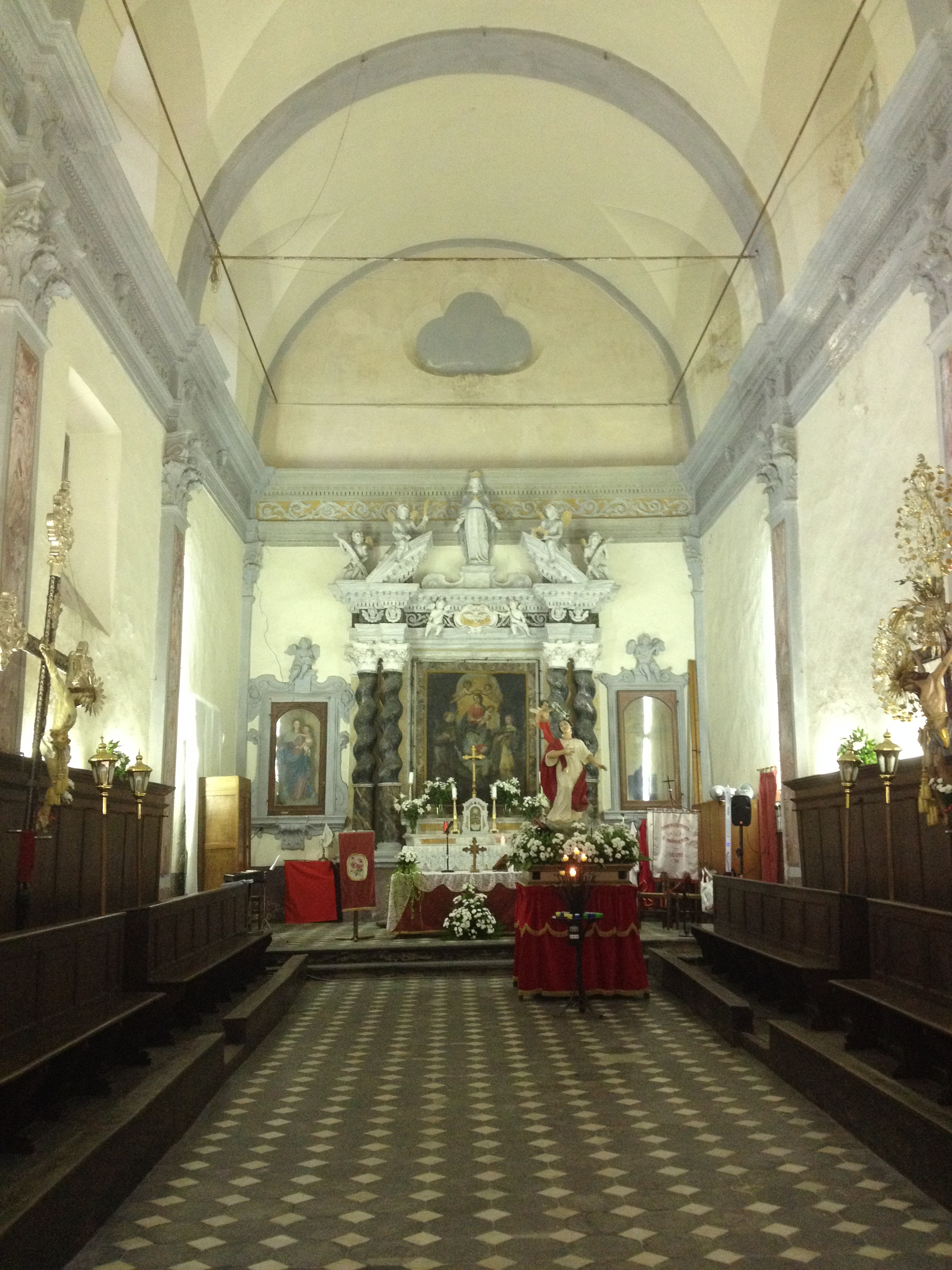
L'interno

L'intitolazione potrebbe tradire un'origine molto antica ed essere collegata ai monaci provenienti dall'abbazia di Lerino che si erano stabili sull'Isola di Bergeggi nel 992 e vi rimasero fino alla prima metà del XIII secolo.
L'edificio attuale, sede della confraternita di Santa Margherita, è di probabili origini seicentesche e conserva al suo interno due crocifissi processionali, un unico altare in pietra e calce, una statua lignea di Santa Margherita e una della Madonna del Rosario.
L'oratorio nel corso degli ultimi anni è stato oggetto di un lungo recupero statico e conservativo della struttura e della facciata.